# Oreophryne wolterstorffi
Espèce
Synonymes
- Hylella wolterstorffi Werner, 1901

Statut de conservation UICN

 DD  : Données insuffisantes
Oreophryne wolterstorffi est une espèce d'amphibiens de la famille des Microhylidae.

## Répartition
Cette espèce est endémique de Papouasie-Nouvelle-Guinée. Son aire de répartition n'est pas connue avec précision ; elle est supposée vivre dans le quart Nord-Est de l'île,.

## Étymologie
Cette espèce est nommée en l'honneur de Willy Wolterstorff.

## Publication originale
- Werner, 1901 : Über reptilien und batrachier aus Ecuador und Neu-Guinea. Verhandlungen der kaiserlich-königlichen zoologisch-botanischen Gesellschaft in Wien, vol. 51, p. 593-614 (texte intégral).